# Uropterygius versutus
Uropterygius versutus е вид змиорка от семейство муренови (Muraenidae). Видът не е застрашен от изчезване.

## Разпространение и местообитание
Разпространен е в Гватемала, Еквадор, Колумбия, Коста Рика, Мексико, Никарагуа, Панама, Салвадор и Хондурас.
Обитава крайбрежията и пясъчните и скалисти дъна на океани, морета, заливи и рифове в райони с тропически и субтропичен климат. Среща се на дълбочина от 0,3 до 40 m, при температура на водата от 24,9 до 27,7 °C и соленост 32,9 – 34,1 ‰.

## Описание
На дължина достигат до 56 cm.